# Constant de Kaprekar
|  | No s'ha de confondre amb Nombre de Kaprekar. |

En matemàtiques, la constant de Kaprekar és el resultat, sempre idèntic, d'aplicar iterativament la rutina de Kaprekar a un nombre natural. Aquest algorisme consisteix en reordenar els dígits del nombre de forma descendent i ascendent i obtenir la diferència entre els dos nombres obtinguts; al resultat se li torna a aplicar el mateix procediment, i així successivament. Per a nombres de quatre dígits (no iguals), el procés sempre condueix al número 6174 en menys de set iteracions.
Per exemple, si prenem el número 2979:
| Nombre Base | Ordenat ascendent | Ordenat descendent | Diferència |
| ----------- | ----------------- | ------------------ | ---------- |
| 2979        | 9972              | 2799               | 7173       |
| 7173        | 7731              | 1377               | 6354       |
| 6354        | 6543              | 3456               | 3087       |
| 3087        | 8730              | 0378               | 8352       |
| 8352        | 8532              | 3258               | 6174       |
| 6174        | 7641              | 1467               | 6174       |

Quan arriba a 6174, el procés dona repetidament aquest mateix nombre, ja que {\displaystyle 7641-1467=6174}.
Aquest nombre va ser descobert el 1949 pel matemàtic indi D. R. Kaprekar.